# (5984) Lysippe
(5984) Lysippe, désignation internationale (5984) Lysippus, est un astéroïde de la ceinture principale.

## Description
(5894) Lysippe est un astéroïde de la ceinture principale. Il fut découvert par Cornelis Johannes van Houten et Tom Gehrels le 16 octobre 1977 à l'observatoire Palomar. Il présente une orbite caractérisée par un demi-grand axe de 2,38 UA, une excentricité de 0,1123 et une inclinaison de 5,7° par rapport à l'écliptique.
Il fut nommé en hommage à Lysippe de Sikyon (370-300 av. J.-C.), un sculpteur grec du temps d'Alexandre le Grand.

## Compléments